# Centrale nucléaire d'El-Dabaa
La centrale nucléaire d'El-Dabaa est une centrale égyptienne située à Al-Dabaa dans le désert Libyque à l'ouest d’Alexandrie, où trois réacteurs nucléaires électrogènes VVER-1200 sont en construction.

## Genèse
En 1981, juste après que Hosni Moubarak arrive au pouvoir, un décret présidentiel est publié annonçant El-Dabaa comme le site du programme nucléaire égyptien.
Un appel d'offres est lancé en 1983 pour un réacteur de 1000 mégawatts (MW), mais le projet est finalement abandonné.
En août 2010, le projet de centrale nucléaire à El-Dabaa a été ravivé par le président Moubarak - toujours au pouvoir - qui a rappelé que l'Égypte allait construire sa 1re centrale électronucléaire à Al-Dabaa. 
D'une puissance de 1000 MW, son coût est évalué à 4 milliards de dollars (avec une importante part locale).
Il était prévu que cette centrale entre en fonction en 2019, mais l'appel d'offres mondial initialement prévu fin 2010 n'était pas encore lancé à cette date.
En novembre 2013, le ministère de l'électricité égyptien avait annoncé qu'il allait lancer un appel d'offres international en janvier 2014
Une offre russe a été étudiée en novembre 2015 par le président Abdel Fattah al-Sissi, au pouvoir depuis 2014.
Les chefs d'état de l'Égypte et de la Russie ont signé le 11 décembre 2017 un accord pour la construction de la première centrale nucléaire en Égypte, au financement de laquelle la Russie participera par le biais d'un prêt à 3 % à hauteur de 25 milliards[réf. nécessaire] ; la centrale sera construite à El-Dabaa, à l’ouest d’Alexandrie ; l’accord prévoit la construction de quatre réacteurs ainsi qu’un transfert de technologie et de savoir-faire dans le domaine nucléaire pacifique, pour un coût estimé à 30 milliards de dollars[réf. nécessaire]. Le projet avait été conçu en 1981 et un appel d'offres avait été lancé en 1983, mais la catastrophe de Tchernobyl avait sonné le glas de ce projet, qui n'a été réactivé qu'en 2015 par le président Abdel Fattah al-Sissi. Le groupe public Rosatom construira la centrale, livrera le combustible nucléaire, formera les employés, assurera la maintenance et la réparation des unités de production. La fin de construction était alors prévue pour 2022 et la production d'électricité à partir de 2024.

## Construction
En mars 2021, Rosatom annonce que la construction de la centrale devrait débuter en 2022 et s’étendre sur 12 ans. La centrale comprendra 4 unités de 1 200 MW, chacune équipée d’un réacteur VVER de génération III+.
La construction du premier réacteur de la centrale a débuté officiellement le 20 juillet 2022, celle du deuxième le 19 novembre 2022 et celle du troisième le 3 mai 2023.

## Opposition
Le site du projet est le théâtre de vandalisme, de pillages et de combats. La station météorologique, la station des eaux souterraines et de nombreux bureaux ont été vandalisés, des objets ont été pillés, notamment les ordinateurs, les dispositifs de surveillance des tremblements de terre, les meubles, les câbles et les transformateurs.
Des affrontements ont eu lieu entre la police militaire égyptienne et des résidents exigeant le démantèlement de la centrale nucléaire. Les résidents disent que leurs terres ont été confisquées pour le projet. Selon le gouvernement égyptien, la terre pour la centrale a été acquise en contrepartie d'une indemnisation.